# Bázeli Fiúkórus
A Bázeli Fiúkórus (Knabenkantorei Basel) 2007-ben ünnepelte fennállásának 80. évfordulóját. A jelenlegi – felekezet szempontjából vegyes – kórus az 1927-ben alapított Singknaben der evangelisch-reformierten Kirche Basel-Stadt kórusból származik.
Repertoárjukban szerepelnek egyházi és világi művek egyaránt, a reneszánsztól a modernig. Találhatunk köztük a cappella műveket éppúgy, mint zenekari, vagy szólóhangszer kíséretűeket.
Az utóbbi években többek között a következő művek kerültek bemutatásra: Karácsonyi oratórium (Johann Sebastian Bach), Mikulás-kantáta (Benjamin Britten), Pál és Illés (Felix Mendelssohn Bartholdy), és Messiás (Georg Friedrich Händel).
A fiúkórus szervez saját koncerteket, közreműködik meglévő koncertsorozatoknál, eleget tesz koncertmeghívásoknak kül- es belföldön (többek között megfordultak Maastricht, Szentpétervár, New York, Philadelphia, Bécs, Rio de Janeiro, Velence és Szófia koncerttermeiben). Azonkívül részt vesz különböző fesztiválokon (néhol már több alkalommal is); így például Luzernben a Nemzetközi zenei heteken, Berlinben az Európai zene fesztivál-on, a Nantes-i fesztivál-on, Poznanban a Nemzetközi fiúkórus fesztivál-on, Nancy-ben a Nemzetközi énekkar fesztiválon. A kórus rendelkezésre àll fiúszólistákkal is, különböző opera- és oratórium-előadások részére (Bázel, Bern, Freiburg(Németország)).
A kórus rendszeresen közreműködik különböző felekezetű istentiszteleteken, valamint egyéb templomi és világi ünnepélyeken. További tevékenységükhöz tartoznak a különböző lemez-, rádió- és TV-felvételek, kül- és belföldön egyaránt.
Nagy figyelmet fordítanak a zenei képzésre. Az első előképzés kb. 6 éves korban kezdődik, ezt követi kb. 8 éves kortól egy alapképzés (kottaolvasás). Majd egy rövidebb ideig tartó kórus hospitálás után kb. 10 évesen kerülnek a fiatal énekesek a kórusba. A kiképzés és a továbbképzés jól képzett szaktanárok kezében van.
2008 Messiás, I Musici del Conte együttes, a Egyetemi-templomban és a Mátyás-templomban Budapest.